# Kłębian

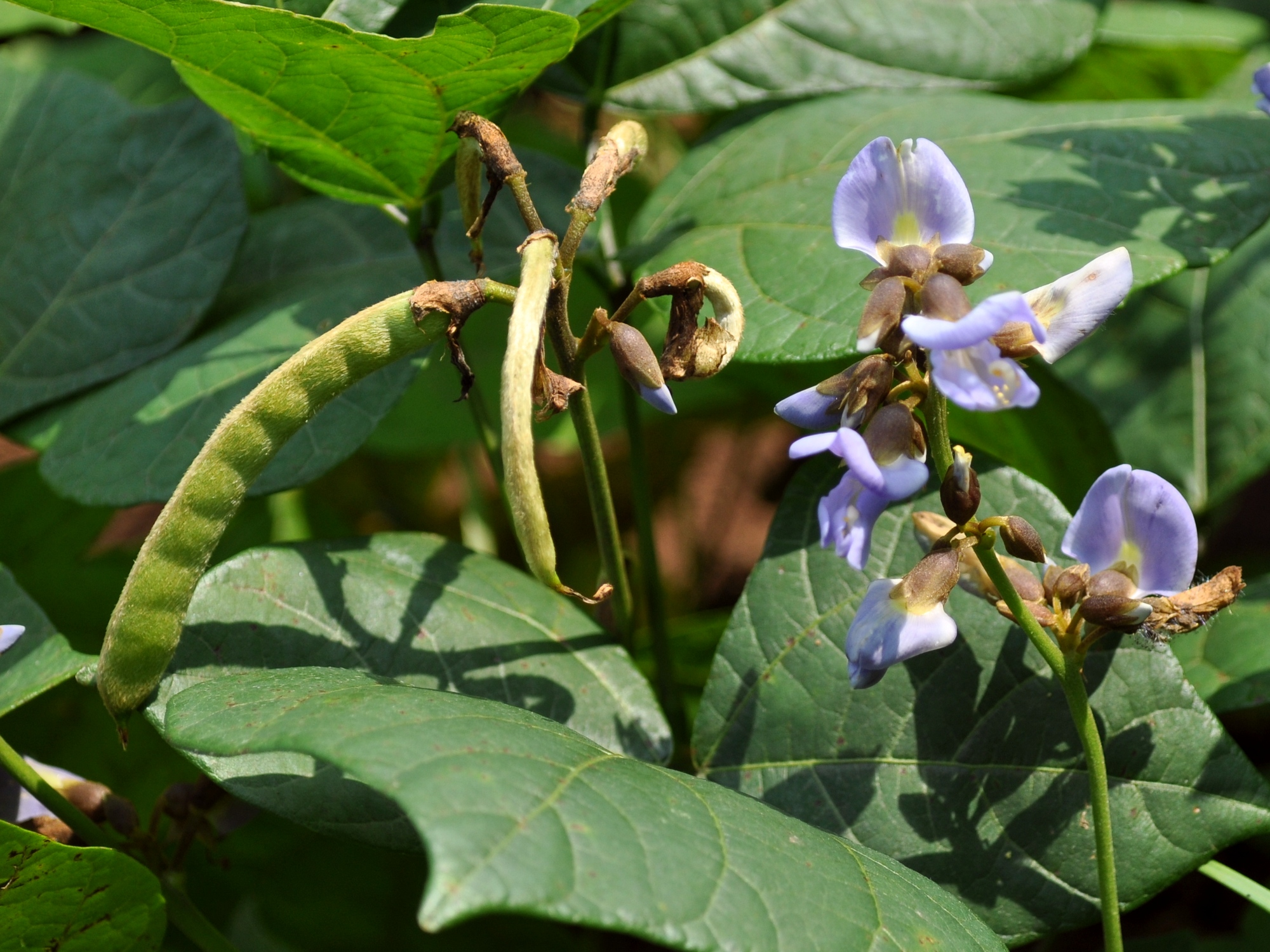
Kłębian kątowaty

Kłębian (Pachyrhizus) – rodzaj roślin z rodziny bobowatych. Obejmuje 5 gatunków występujących w tropikach na kontynentach amerykańskich. Kłębian kątowaty został szerzej rozpowszechniony, jako zdziczały występuje np. w Azji wschodniej. 

## Morfologia
PokrójPnącza zielne wieloletnie z mięsistymi bulwami.
LiścieZłożone, z trzema listkami i okazałymi przylistkami.
KwiatyMotylkowe, zebrane w grona i wiechy. Działki kielicha w liczbie 5 zrośnięte, tworzące dwie wargi, dolna z trzema ząbkami. Płatki korony, także w liczbie 5, nierówne. Górny w formie okazałego, owalnego żagielka. Boczne tworzą stulone skrzydełka okrywające łódeczkę zawierającą 10 pręcików i słupek. Pręciki zrosłe są w rurkę i tylko jeden, najwyższy, jest wolny. Zalążnia jest górna, powstaje z jednego owocolistka i zawiera liczne zalążki.
OwoceStrąki równowąskie, z zagłębieniami między nasionami.

## Systematyka
Pozycja według APweb (aktualizowany system APG III z 2009)
Jeden z rodzajów podrodziny bobowatych właściwych Faboideae w rzędzie bobowatych Fabaceae s.l. W obrębie podrodziny należy do plemienia Phaseoleae, podplemienia Glycininae.
Wykaz gatunków
- Pachyrhizus ahipa (Wedd.) Parodi
- Pachyrhizus erosus (L.) Urb. – kłębian kątowaty
- Pachyrhizus ferrugineus (Piper) M.Sorensen
- Pachyrhizus panamensis R.T.Clausen
- Pachyrhizus tuberosus (Lam.) Spreng.